# Ярослава Зорич
Яросла́ва Зо́рич, також Сла́ва Зо́рич (17 лютого 1917, с. Боляновичі, нині Мостиський район, Львівська область — 2 листопада 2009, Торонто, Канада) — канадська журналістка та громадський діяч українського походження, заступниця президента Фундації ім. Олега Ольжича (1990—2008), редакторкою часописів «Жіночий світ» (1973—1988) та «Українка в світі» (1983—2002)

## Життєпис
На еміграції з кінця Другої світової війни, у Канаді з 1948 року.
Була редакторкою часописів «Жіночий світ» (1973—1988) та «Українка в світі» з 1983 року, коли Екзекутива СФУЖО часопис перенеслися з Америки до Канади, і до 2000 року.
В житті української громади 30 років була директоркою Курсів Українознавства, редакторкою журналу Організації Українок Канади (ОУК) «Жіночий Світ». У 1972—1975 — голова Централі ОУК і з тої позиції в 1972—1977 — заступниця голови СФУЖО. Пресова референтка СФУЖО, голова Резолюційної Комісії СФУЖО 1982—1987.
На VI Конгресі СФУЖО в 1992 Ярослава Зорич була відзначена почесним членством СФУЖО.
Ярослава Зорич померла 2 листопада 2009 року в Торонто.

## Нагороди
- Шевченківська медаль Конґресу Українців Канади (1986)
- Медаль «За працю і звитягу» з ступеня (2009)